# لودوویک مانین
لودوویک مانین (انگلیسی: Ludovic Magnin؛ (تلفظ فرانسوی: [maɲɛ̃]؛ زادهٔ ۲۰ آوریل ۱۹۷۹) یک بازیکن فوتبال اهل سوئیس است.
وی همچنین در تیم ملی فوتبال سوئیس بازی کرده‌است.